# Lycée Amiral-de-Grasse
Le lycée Amiral-de-Grasse est l'un des lycées publics de la ville de Grasse dans les Alpes-Maritimes, son centenaire a été fêté en 2009. Son nom rend hommage à François Joseph Paul de Grasse, amiral français durant la Guerre d'Indépendance des États-Unis. L'établissement compte actuellement environ 1 000 élèves ainsi qu'un peu moins d'une centaine d'enseignants, et un internat qui propose une trentaine de places aux élèves venant de l'arrière-pays grassois.

## Enseignements
Le lycée Amiral-de-Grasse propose des formations dans le secondaire, de la seconde à la terminale, dans les trois filières générales (Scientifique, Littéraire, Économique et Social) ainsi qu'une filière technologique (Sciences et Techniques du Management et de la Gestion). Il propose également des enseignements d'exploration dès la seconde pour faciliter l'orientation des lycéens (Arts Visuels, Méthodes et Pratiques Scientifiques, Science Économique et Sociale, Principes Fondamentaux de l'Économie et de la Gestion, etc.)
L'établissement, dans le cadre de l'enseignement supérieur, propose également deux BTS (Brevet de Technicien Supérieur) : le BTS Technico-commercial et le BTS Management des Unités Commerciales.
De plus, le lycée organise chaque année des journées portes-ouvertes à destination des collègiens, ainsi que des semaines de l'orientation pour les lycéens.

## Histoire
Construit en 1908 sur un ancien terrain agricole dans le quartier des Casernes à Grasse, le Collège Communal ouvert en 1909 fut le premier établissement de la ville à proposer un enseignement complet pour garçon, du CP au Baccalauréat. Il fut dans un premier temps prévu de nommer cet établissement « collège Fragonard », en l'honneur du peintre Jean-Honoré Fragonard et avec l'accord du président de la République Armand Fallières lui-même. Cependant, en raison du comportement libertin et licencieux de Fragonard, ce nom ne fut pas choisi. Malgré d'autres propositions (Antoine de Saint-Exupéry, Albert Camus), le Collège resta sans nom officiel jusqu'en 1969.
C'est en 1960 que le Collège Communal devient un lycée nationalisé pour garçons. Neuf ans plus tard, en 1969, le lycée fut nommé « lycée Amiral-de-Grasse », en l'honneur de l'amiral François Joseph Paul de Grasse. Le lycée devient mixte en 1968, et se transforme en 1975 en établissement d'enseignement secondaire.
En 1986, à la suite de la décentralisation, le lycée revient à la région Provence-Alpes-Côte d'Azur (PACA), et devient le lycée régional d'enseignement général et technologique Amiral-de-Grasse. Les unités d'enseignement supérieur BTS TC et BTS MUC sont créées respectivement en 1996 et 2000.
En 1972, un gymnase, un amphithéâtre et deux nouvelles salles de classe (construits sous la cour du lycée) viennent s'ajouter au bâtiment existant, suivis en 1991 d'un nouveau réfectoire (650 couverts) avec vue panoramique sur la baie de Cannes. C'est sous ce bâtiment que le foyer et 2 nouvelles salles de classe sont créés en 2004.

## Vie du lycée
Le lycée Amiral-de-Grasse possède une population d'étudiants qui a su se démarquer dans différents milieux.

### Sports
Le Lycée participe chaque année à différentes manifestations sportives dans la région et en France.

#### Sports d’extérieurs
- 1re place au Raid Vert de 2017 au lac de Saint-Cassien
- 2e place au Raid Vert de 2016 au lac de Saint-Cassien
- 8e place au Championnat Académique d'Escalade en 2017 à Cavalaire

#### Gymnastique
- Médaille d'Or au Championnat Départemental de 2017
- Médaille d'Or au Championnat Académique de 2017
- Médaille d'Or au Championnat Départemental de 2016
- Médaille d'Or au Championnat Académique de 2016

#### Basket
- Finaliste du Championnat Départemental de Basket, équipe Junior, 2017

- Demi-finaliste du Championnat Départemental de Basket, équipe Cadet, 2017

#### Escrime
- Vice-Champion de France UNSS Escrime Épée Catégorie Lycées en 2011
- Champion de France UNSS Escrime Épée Catégorie Lycées en 2012

### Sciences et culture

#### Sciences
- Participation à l'édition 2017 de la Cérémonie Académique des Géosciences
- Participation à l'édition nationale 2017 de la Cérémonie des Géosciences
- Participation au projet Educosmos en partenariat avec l'observatoire de la Côte d’Azur

#### Culture
- Participation au Grand Prix Littéraire "Elle" des Lycéennes
- Organisation de "Cafés Philo" autour de sujet d'actualité (inégalités, différences, etc.)
- Organisation d’éventements festifs (carnaval, bal, etc.)

### Développement Durable et Solidarité

#### Développement Durable
- Création d'un comité d'élèves engagés pour le développement durable
- Certification de l'établissement par un organisme agréé de la démarche de développement durable
- Végétalisation du lycée
- Sensibilisation à l'écologie

#### Solidarité
- Collecte de vêtements chaud pendant l'hiver
- Collaboration et sensibilisation avec Amnesty International
- Sensibilisation aux MST et au SIDA (contraception, traitements)

## Classement du lycée
En 2015, L'Express classe le lycée 30e sur 32 au niveau départemental quant à la qualité d'enseignement, et 2032e au niveau national. Le classement s'établit sur trois critères : le taux de réussite au bac, la proportion d'élèves de première qui obtient le baccalauréat en ayant fait les deux dernières années de leur scolarité dans l'établissement, et la valeur ajoutée (calculée à partir de l'origine sociale des élèves, de leur âge et de leurs résultats au diplôme national du brevet).
En 2017, Le même journal classe le lycée 22e sur 33, et 1212e au niveau national sur 2277[réf. nécessaire].

## Anciens élèves
Camille Chabat, désigner 
- Philippe Kaltenbach, personnalité politique

Il existe une association des ami(e)s du lycée Amiral-de-Grasse (ALAG).

## Lien Armée-Nation

### Jumelage avec le BPC Dixmude (2015)
Le BPC Dixmude est jumelé avec le lycée Amiral-de-Grasse depuis le 30 novembre 2015,.